# Bande de sportifs !
Bande de sportifs ! ou Comment découvrir 80 sports à pratiquer sans modération grâce à Théo ?, est une mini-série d'animation française diffusée sur Disney Channel, produite par Supamonks  conçue, écrite et réalisée par le collectif BAKERS).

## Synopsis
Théo, un garçon aux cheveux blonds, reporter junior présentant un sport, en compagnie de jeunes sportifs professionnels. La série a été diffusée pour la première fois en 2014 et elle continue à être diffusée. 80 épisodes de 1 min 30 s ont été produits.
Les mini-aventures de Théo, garçon aux cheveux blonds, reporter junior en herbe. Ce dernier se consacre au monde du sport et nous fait découvrir de nombreux sports, même ceux qu'on ignorait. On découvre la personnalité de Théo.

## Projets
Pour sa popularité, bien qu'elle soit une mini-série, il est prévu de faire une série un peu plus longue, présentant l'univers de Théo.

## Voix françaises
- Alexis Tomassian : Théo et voix masculines
- Martial Le Minoux : voix masculines
- Coralie Kapelusz : voix féminines (saisons 1 et 2)
- Gwenaëlle Jegou : voix féminines (saisons 1 et 2)
- Claire Pérot : voix féminines (saison 3)

## Épisodes

### Saison 1
1. Le volley-ball
2. Le VTT de descente
3. La grimpe en forêt
4. Le patinage artistique
5. Le hockey sur glace
6. La capoeira
7. Le breakdance
8. Le rugby
9. Le golf
10. Le judo
11. Le badminton
12. L'escrime
13. Le snowboard
14. L'ultimate
15. Le char à voile
16. Le tir à l'arc
17. Le handibasket
18. La via ferrata
19. Le baseball
20. Le curling
21. L'aviron
22. Le handball
23. Le tennis de table
24. Le squash
25. Le jorkyball
26. Le saut à la perche
27. La gymnastique rythmique
28. Le mur d'escalade
29. Le parapente
30. Le trapèze
31. La lutte
32. Le ski de bosses

### Saison 2
1. La natation
2. L'équitation / Saut
3. La plongée
4. Water Polo
5. Kendo
6. Jonglerie
7. Plongeon
8. Le Cécifoot
9. Planche à voile
10. Voltige
11. BMX
12. Kitesurf
13. Skateboard
14. Dressage - Equitation
15. Parcours sportif
16. Trampoline
17. Surf
18. Gymnastique
19. Tumbling
20. Patinage de vitesse
21. Taichi
22. Handitennis
23. Parcours Sportif - 2
24. Cross
25. Beach-Volley
26. Les billes
27. Ski de fond
28. Foot-Volley
29. Roller-skatepark
30. La natation synchronisée
31. Saut en hauteur
32. 110 mètres - haies

### Saison 3
1. Le football féminin
2. Gardienne de foot féminin
3. Tennis
4. Basket
5. Karaté
6. Pala
7. Croquet
8. Relais 4x100m
9. Lancer de javelot
10. Lancer de disque
11. Gymnastique acrobatique
12. Aérobic
13. Yoga
14. Handi-badminton
15. Saut à ski
16. Bonus - Interview Théo

## Diffusion
Cette mini-série est diffusée sur Disney Channel depuis 2014 et sur plusieurs territoires étrangers : 
| Asia                     | Discovery Kids                           |
| Canada (French Speaking) | TFO                                      |
| Czech Republic           | Ceska Televize                           |
| Eastern Europe           | Gulli                                    |
| EMEA                     | Disney Channel                           |
| Finland                  | YLE                                      |
| France                   | Gulli/Canal J                            |
| France (SVOD)            | Canal Play Infinity Kids                 |
| France                   | The Walt Disney Company                  |
| Ireland (Gaelic)         | TG4                                      |
| Latin America            | Discovery Kids                           |
| South Korea              | EBS                                      |
| Taiwan (TV & Video)      | Horng En Culture                         |
| Turkey                   | Disney Channel                           |
| USA (SVOD)               | Curious World, Houghton Mifflin Harcourt |
| USA (French Speaking)    | Tivi5 Monde                              |
| USA (SVOD)               | Comcast (Kidstream)                      |

## Remarques
- À la fin de chaque épisode, Théo donne des conseils d'où en ressortent des gags
- On remarque souvent au cours d'un épisode que Théo est amoureux d'une fille à chaque épisode et à la fin lors de ces conseils on voit qu'il a la photo de cette fille et rougit de honte.
- Au début de chaque épisode, juste après le générique, le personnage de Théo, s'adressant aux téléspectateurs en s'écriant: Salut, bande de sportifs !, reprenant ainsi le titre du programme.